# Mongólia az 1964. évi nyári olimpiai játékokon
Mongólia a japán Tokióban megrendezett 1964. évi nyári olimpiai játékok egyik részt vevő nemzete volt. Az országot az olimpián 5 sportágban 21 sportoló képviselte, akik érmet nem szereztek. Mongólia első alkalommal vett részt az olimpiai játékokon.

## Atlétika
Férfi
| Versenyző         | Versenyszám | Előfutam | Előfutam | Előfutam | Elődöntő | Elődöntő | Elődöntő | Döntő   | Döntő    |
| Versenyző         | Versenyszám | Idő      | Hely.    | Össz.    | Idő      | Hely.    | Össz.    | Idő     | Helyezés |
| ----------------- | ----------- | -------- | -------- | -------- | -------- | -------- | -------- | ------- | -------- |
| Dulamyn Amarsanaa | 800 m       | 1:56,3   | 7.       | 42.      | kiesett  | kiesett  | kiesett  | kiesett | kiesett  |

Női
| Versenyző              | Versenyszám | Előfutam | Előfutam | Előfutam | Elődöntő | Elődöntő | Elődöntő | Döntő   | Döntő    |
| Versenyző              | Versenyszám | Idő      | Hely.    | Össz.    | Idő      | Hely.    | Össz.    | Idő     | Helyezés |
| ---------------------- | ----------- | -------- | -------- | -------- | -------- | -------- | -------- | ------- | -------- |
| Ramazangiin Aldaa-nysh | 400 m       | 1:00,8   | 8.       | 22.      | kiesett  | kiesett  | kiesett  | kiesett | kiesett  |
| Ramazangiin Aldaa-nysh | 800 m       | 2:21,1   | 7.       | 22.      | kiesett  | kiesett  | kiesett  | kiesett | kiesett  |

| Versenyző             | Versenyszám   | Selejtező | Selejtező | Döntő    | Döntő    |
| Versenyző             | Versenyszám   | Eredmény  | Helyezés  | Eredmény | Helyezés |
| --------------------- | ------------- | --------- | --------- | -------- | -------- |
| Dashzevgiin Namjilmaa | Diszkoszvetés | 44,55 m   | 17.       | kiesett  | kiesett  |

## Birkózás
Szabadfogású
| Versenyző                  | Versenyszám | 1. forduló                              | 2. forduló                       | 3. forduló                | 4. forduló                       | 5. forduló        | Döntő             | Helyezés    |
| Versenyző                  | Versenyszám | Ellenfél Eredmény                       | Ellenfél Eredmény                | Ellenfél Eredmény         | Ellenfél Eredmény                | Ellenfél Eredmény | Ellenfél Eredmény | Helyezés    |
| -------------------------- | ----------- | --------------------------------------- | -------------------------------- | ------------------------- | -------------------------------- | ----------------- | ----------------- | ----------- |
| Chimedbazaryn Damdinsharav | 52 kg       | Ernest Fernando (CEY) · 1-3             | Paul Neff (EUA) · kizárták       | Ali Aliyev (URS) · 3-1    | Cemal Yanılmaz (TUR) · kétvállas | kiesett           | kiesett           | helyezetlen |
| Bazaryn Sükhbaatar         | 57 kg       | David Auble (USA) · 3-1                 | Bishambar Singh (IND) · 3-1      | kiesett                   | kiesett                          | kiesett           | kiesett           | helyezetlen |
| Baldangiin Sanjaa          | 63 kg       | Vatanabe Oszamu (JPN) · kétvállas       | Antonio Senosa (PHI) · kétvállas | visszalépett              | kiesett                          | kiesett           | kiesett           | helyezetlen |
| Danzandarjaa Sereeter      | 70 kg       | Horiucsi Ivao (JPN) · 3-1               | Gregory Ruth (USA) · 3-1         | kiesett                   | kiesett                          | kiesett           | kiesett           | helyezetlen |
| Dzsigdzsidijn Mönhbat      | 78 kg       | John Boyle (AUS) · 1-3                  | Gaetano De Vescovi (ITA) · 1-3   | Joseph Feeney (IRL) · 1-3 | İsmail Oğan (TUR) · kétvállas    | kiesett           | kiesett           | helyezetlen |
| Khorloogiin Bayanmönkh     | 87 kg       | Fernando H. García (PHI) · 1-3          | Szaszaki Tacuo (JPN) · kétvállas | Günther Bauch (EUA) · 3-1 | kiesett                          | kiesett           | kiesett           | helyezetlen |
| Ölziisaikhany Erdene-Ochir | 97 kg       | Heinz Kiehl (EUA) · kétvállas           | Peter Jutzeler (SUI) · kétvállas | kiesett                   | kiesett                          | kiesett           | kiesett           | helyezetlen |
| Tserendonoin Sanjaa        | +97 kg      | Alekszandr Ivanyickij (URS) · kétvállas | Reznák János (HUN) · kétvállas   | kiesett                   | kiesett                          |                   | kiesett           | helyezetlen |

## Kerékpározás

### Országúti kerékpározás
| Versenyző                                                                      | Versenyszám     | Idő                    | Helyezés      |
| ------------------------------------------------------------------------------ | --------------- | ---------------------- | ------------- |
| Yanjingiin Baatar                                                              | Mezőnyverseny   | 4:39:51,77 (+0:00,14)  | 43.           |
| Luvsangiin Buudai                                                              | Mezőnyverseny   | 5:01:57,00 (+22:05,37) | 103.          |
| Luvsangiin Erkhemjamts                                                         | Mezőnyverseny   | 4:39:51,83 (+0:00,20)  | 85.           |
| Choijiljavyn Samand                                                            | Mezőnyverseny   | nem ért célba          | nem ért célba |
| Yanjingiin Baatar Luvsangiin Buudai Luvsangiin Erkhemjamts Choijiljavyn Samand | Csapat időfutam | 2:48:55,57 (+22:24,38) | 23.           |

## Sportlövészet
Férfi
| Versenyző            | Versenyszám                    | Pont | Helyezés |
| -------------------- | ------------------------------ | ---- | -------- |
| Tüdeviin Myagmarjav  | Szabadpisztoly                 | 518  | 40.      |
| Tüvdiin Tserendondov | Sportpuska, összetett          | 1087 | 45.      |
| Lkhamjavyn Dekhlee   | Szabadpuska, összetett (300 m) | 1070 | 24.      |

## Torna
Férfi
| Versenyző             | Versenyszám      | Selejtező | Selejtező | Döntő    | Döntő    |
| Versenyző             | Versenyszám      | Pontszám  | Helyezés  | Pontszám | Helyezés |
| --------------------- | ---------------- | --------- | --------- | -------- | -------- |
| Zagdbazaryn Davaanyam | Talaj            | 17,75     | 89.       | kiesett  | kiesett  |
| Zagdbazaryn Davaanyam | Ugrás            | 18,70     | 69.       | kiesett  | kiesett  |
| Zagdbazaryn Davaanyam | Korlát           | 17,60     | 101.      | kiesett  | kiesett  |
| Zagdbazaryn Davaanyam | Nyújtó           | 17,35     | 94.       | kiesett  | kiesett  |
| Zagdbazaryn Davaanyam | Gyűrű            | 17,00     | 98.       | kiesett  | kiesett  |
| Zagdbazaryn Davaanyam | Lólengés         | 17,25     | 92.       | kiesett  | kiesett  |
| Zagdbazaryn Davaanyam | Egyéni összetett |           |           | 105,65   | 94.      |

Női
| Versenyző                | Versenyszám      | Selejtező | Selejtező | Döntő    | Döntő    |
| Versenyző                | Versenyszám      | Pontszám  | Helyezés  | Pontszám | Helyezés |
| ------------------------ | ---------------- | --------- | --------- | -------- | -------- |
| Tsagaandorjiin Gündegmaa | Talaj            | 17,533    | 73.       | kiesett  | kiesett  |
| Tsagaandorjiin Gündegmaa | Ugrás            | 17,699    | 70.       | kiesett  | kiesett  |
| Tsagaandorjiin Gündegmaa | Felemás korlát   | 17,933    | 57.       | kiesett  | kiesett  |
| Tsagaandorjiin Gündegmaa | Gerenda          | 18,466    | 35.       | kiesett  | kiesett  |
| Tsagaandorjiin Gündegmaa | Egyéni összetett |           |           | 71,631   | 63.      |
| Yadamsürengiin Tuyaa     | Talaj            | 17,400    | 77.       | kiesett  | kiesett  |
| Yadamsürengiin Tuyaa     | Ugrás            | 17,433    | 73.       | kiesett  | kiesett  |
| Yadamsürengiin Tuyaa     | Felemás korlát   | 17,399    | 62.       | kiesett  | kiesett  |
| Yadamsürengiin Tuyaa     | Gerenda          | 17,733    | 67.       | kiesett  | kiesett  |
| Yadamsürengiin Tuyaa     | Egyéni összetett |           |           | 69,965   | 67.      |